# Rosa calyptopoda
Rosa calyptopoda es una especie de planta del género Rosa, de la familia Rosaceae.

## Taxonomía
Rosa calyptopoda fue descrita por Cardot en 1914.

## Distribución
Se encuentra en el territorio centro-sur de China.